# Mikail Yüksel
 Mikail Yüksel (né le 10 septembre 1982 à Kulu, en Turquie) est un homme politique suédois et turc en Suède. Il est le fondateur et le leader du parti Nuance, favorable aux minorités et qui se concentre sur la population musulmane de Suède.

## Carrière politique
Yüksel était autrefois membre du Parti du centre mais a été expulsé en 2018 après avoir été en contact avec l'organisation ultranationaliste turque Loups Gris. En 2019, il a fondé le Parti Nuance, un parti qui prétend représenter les minorités en Suède. En 2023, Yüksel a déclaré que l’un des principaux objectifs du Parti de la Nuance était de retirer leHamas de la liste terroriste de l'UE.